# ボッラーテ
ボッラーテ（伊: Bollate）は、イタリア共和国ロンバルディア州ミラノ県にある、人口約36,000人の基礎自治体（コムーネ）。

## 地理

### 位置・広がり

#### 隣接コムーネ
隣接するコムーネは以下の通り。
- アレーゼ
- バランザーテ
- コルマーノ
- ガルバニャーテ・ミラネーゼ
- ノヴァーテ・ミラネーゼ
- パデルノ・ドゥニャーノ、
- セナーゴ

### 地震分類
イタリアの地震リスク階級 (it) では、4 に分類される
。

## 行政

### 分離集落
ボッラーテには、以下の分離集落（フラツィオーネ）がある。
- Cascina del Sole, Cascina Prevosta, Cassina Nuova, Castellazzo, Ospiate

## 歴史
ボッラーテと言う名は2つの解釈が出来る。一つはケルト語起源のベロア(beola)、イタリア語で言う樺(betulla)で、このあたりに多くの樺の木があったことに由来する。
もう一つは、ラテン語のブラ(bula)で水溜まりを意味する。このあたりに湧き水が非常に多くあることに由来する。
5世紀から7世紀にかけて、ミラノ北部における重要な教区の一つに変っていった。
バランザーテという元分離集落は、2004年5月22日の県条例13番により、2004年6月8日にボッラーテから分離し独立した自治コムーネになった。

## スポーツ
- MKFボッラーテ - セリエA1のソフトボールチーム。元ソフトボール女子日本代表の江口未来子が所属。